# Kazuki Ganaha
Kazuki Ganaha (我那覇和樹?, Ganaha Kazuki; Naha, 26 settembre 1980) è un calciatore giapponese, attaccante dell'Okinawa SV.

## Carriera

### Club
Durante la sua carriera ha vestito la maglia di Kawasaki Frontale, con cui conta 246 presenze e 69 reti, e Vissel Kobe, in cui gioca dal 2009 al 2010.
Nel 2011 si trasferisce al Ryukyu. Nel 2014 passa al Kamatamare Sanuki.

### Nazionale
Con la nazionale giapponese conta 6 presenze e 3 reti.